# Leie
Leie (niderl.) lub Lys (fr.), Legia (łac.)  – rzeka mająca swój początek w Lisbourg we Francji, a uchodząca do Skaldy w Gandawie w Belgii. Na odcinku 24 km jest rzeką graniczną między tymi dwoma krajami.
Jest to rzeka bardzo zanieczyszczona, gdyż płynie przez gęsto zaludnione i uprzemysłowione obszary północnej Francji i Belgii – niedawno jednakże zauważono poprawę i pojawienie się 19 gatunków ryb. W pierwszej połowie XX wieku region Leie (pomiędzy Deinze i Gandawą) był ulubionym plenerem wielu malarzy.